# Списък с членове на ИДИЛ
Списъкът на членове на ИДИЛ има за цел да опише всички известни членове на ИДИЛ според данни от информационни агенции, печатни издания, разследващи журналисти, телевизии, други средства за осведомяване, правителствени доклади.

## А
- Абделхамид Абауд, убит в престрелка в предградието Сен Дени, Париж, Франция.
- Абу Дауд, чието истинско име е Михаел Н. от немския град Гладбек. До 2012 г. е на ръководна длъжност в салафитската организация „Малиату Ибрахим“, която през юни 2012 г. е забранена от немското федерално правителство. Радикалните си проповеди провежда основно в джамията в Золинген. След като напуска Германия, се отправя към Египет, а впоследствие се установява в Либия, докато не тръгва за Сирия, където да се присъедини към ИДИЛ
- Али Сакр ал-Касем, 20-годишен (2015), има данни, че е убил публично майка си.[1]

## И
- Ибрахим ел-Бакрауи, извършител на нападението в Брюксел на 22 март 2016 г.

## М
- Мохамед Бакали, от същата клетка, към която принадлежат и братята ел-Бакрауи.

## Н
- Наджим Лашрауи, изготвил взривните устройства за нападението на 22 март 2016 г. в Брюксел.

## С
- Салах Абдеслам, участник в нападението в Париж на 13 ноември 2015 г. Задържан от белгийските власти в края на март 2016 г.

## Х
- Халид ел-Бакрауи, извършител на нападението в Брюксел на 22 март 2016 г.
- Халид Зеркани, известен като Папа Ноел, взривил се на летище „Завентем“ на 22 март 2016 г.; февруари 2014 г. е арестуван от белгийските власти и срещу него тече дело, което не е приключило, с обвинение за оглавяване на терористична организация; роден в Мароко.

## Ш
- Шакиб Акру, съсед на братята Салах и Ибрахим Абдеслам.

## Ю
- Юсеф Бумар